# Reunionski kreolski francuski jezik
Reunionski kreolski francuski (ISO 639-3: rcf), jedan od 83 kreolska jezika, kojim govori preko 600.00 ljudi. Većina živi na otoku Réunion pred afričkom obalom, gdje se njima služi 555 000 ljudi (1987), a ostatak govore imigranti na Komorima i Madagaskaru.
Govore se dva dijalekta; pismo : latinica; u upotrebi i francuski

## Vanjske poveznice
- Ethnologue (14th)
- Ethnologue (15th)